# Craig Anton
Craig Ward Anton (Omaha, 26 gennaio 1962) è un attore statunitense.
Anton è diventato famoso al pubblico televisivo dopo essere stato tra il cast di MADtv e per aver interpretato il ruolo di Lloyd Diffy nella serie televisiva Phil dal Futuro. Anton, figlio di Antoinette e Arthur Anton, è nato e cresciuto a Omaha nel Nebraska. Ha un fratello più piccolo, Brian (nato nel 1970) e due sorelle, Toni (nata nel 1964) e Megan (nata nel 1977). È sposato con Lesley Barr e ha due figlie. Ha avuto il ruolo di Mr. Pettus nella serie Lizzie McGuire prodotta da Disney Channel. Nel 2007 è protagonista del film Careless.

## Filmografia parziale

### Cinema
- Mail Bonding, regia di Robert Miller (1995)
- Run Ronnie Run, regia di Troy Miller (2002)
- Deliver Us From Eva, regia di Gary Hardwick (2003)
- The Goldfish, regia di David L. Mendel - cortometraggio (2003)
- Dragon Wars (D-War), regia di Hyung-rae Shim (2007)

### Televisione
- First Time Out - serie TV, 8 episodi (1995)
- Coach - serie TV, episodio 8x25 (1995)
- The Army Show - serie TV, 12 episodi (1998)
- Driven to Drink, regia di Keith Truesdell - film TV (1998)
- Curb Your Enthusiasm - serie TV, episodio 1x08 (2000)
- Ally McBeal - serie TV, episodio 5x07 (2001)
- Lizzie McGuire - serie TV, episodio 1x03-1x06-1x28 (2001)
- Tutti amano Raymond (Everybody Loves Raymond) - serie TV, episodio 7x08 (2002)
- Live From Baghdad, regia di Mick Jackson - film TV (2002)
- Lucky - serie TV, episodio 1x09 (2003)
- The King of Queens - serie TV, episodio 3x19-7x08 (2001-2005)
- Weekends at the DL - serie TV, episodio 1x11 (2005)
- The Office - serie TV, episodio 2x16 (2006)
- Boston Legal - serie TV, episodio 2x21 (2006)
- Phil dal Futuro (Phil of the Future) - serie TV, 34 episodi (2004-2006)
- True Jackson, VP - serie TV, 1 episodio (2010)
- Workaholics - serie TV, 1 episodio (2010)
- Mad Men - serie TV, 1 episodio (2013)
- Comedy Bang! Bang| - serie TV, 2 episodi (2014-2015)

## Doppiatori italiani
Nelle versioni in italiano dei suoi lavori, Craig Anton è stato doppiato da:
- Massimo Rossi in Phil dal futuro, Supercuccioli a Natale - Alla ricerca di Zampa Natale
- Massimiliano Virgilii in CSI: Miami
- Sergio Lucchetti in The Middle
- Mario Cordova in Weeds

Da doppiatore è sostituito da:
- Nicola Braile in Bob's Burgers